# 南哈里森鎮區 (阿肯色州布恩縣)
南哈里森鎮區（英語：South Harrison Township）是位於美國阿肯色州布恩縣的一個行政鎮區。

## 地方資料
根據2010年美國人口普查的數據，南哈里森鎮區的面積為70.38平方千米，當中陸地面積為70.19平方千米，而水域面積為0.19平方千米。當地共有人口7590人，而人口密度為每平方千米107人。